# Botzer
Der Botzer ist ein 3251 m s.l.m. hoher Berg in Südtirol zwischen Passeier und Ridnaun. Er gehört als höchster Berg der Botzergruppe zu den südlichen Stubaier Alpen. Nach Norden, Südosten und Westen sendet er ausgeprägte Grate. Zuerst bestiegen wurde er in der Zeit der großen wissenschaftlichen Ostalpenerschließung durch Theodor Petersen und dem Bergführer Alois Ennemoser am 16. Juli 1874 von Ridnaun aus.

## Umgebung und Lage
Der Botzer liegt etwa sechs Kilometer Luftlinie westlich von Maiern im Südtiroler Ridnauntal und etwa 9 km östlich vom Timmelsjoch. Im Nordwesten und Osten ist der Berg von Gletschern umgeben. Nordwestlich liegt das südliche Firnfeld des Botzerferners, das sich bis zu einer Höhe von 3200 Metern erstreckt, im Osten erreicht der Hangende Ferner fast das Gipfelkreuz des Berges. Benachbarte Gipfel sind im Verlauf des teilweise firnbedeckten Ostgrats das 3192 m s.l.m. hohe Hochgwänd, im Süden der Timmelsspitz (3037 m s.l.m.) und knapp zwei Kilometer entfernt auf dem verlängerten Südostgrat die Schwarzseespitze (2988 m s.l.m.). Westnordwestlich vom Botzer befindet sich, von der Botzerscharte (2976 m s.l.m.) getrennt, die Königshofspitze (3128 m s.l.m.).

## Stützpunkte und Routen

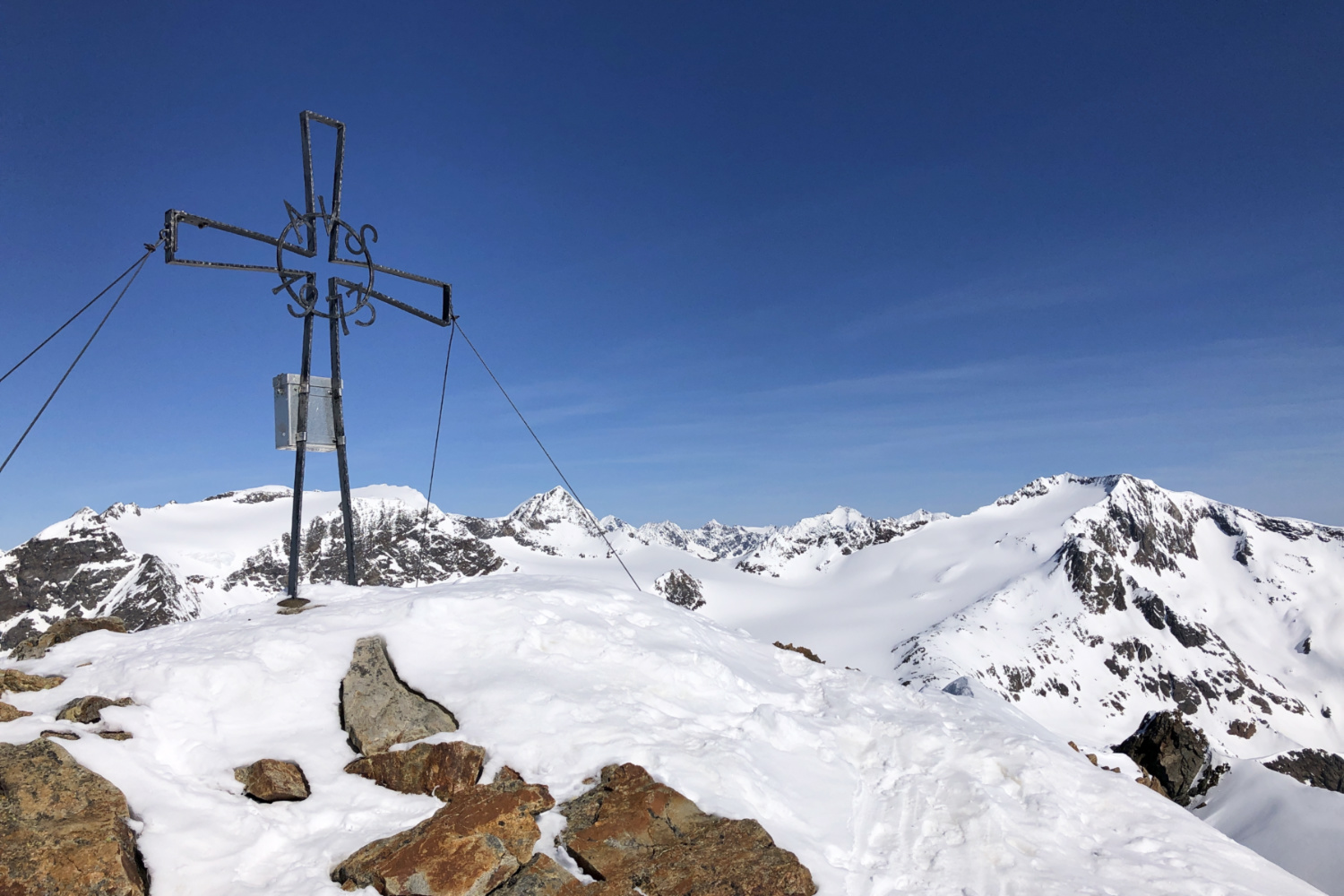
Gipfelkreuz des Botzer

Der Weg der Erstbesteiger führte am 16. Juli 1874 von der Unteren Aglsalm aus über den Hangenden Ferner, den Uebelthalferner und über die nördliche Firnschneide zum Gipfel. Der heutige Normalweg auf den Botzer verläuft ähnlich und führt als Gletschertour (nur mit entsprechender Ausrüstung und Erfahrung zu begehen) von Nordosten aus über den Botzerferner und den Nordostgrat in, laut Literatur, leichter Kletterei im UIAA-Schwierigkeitsgrad I über brüchiges Gestein, und in warmen Sommern weichem Boden, zum Gipfel. Als Stützpunkte dienen das Becherhaus auf 3190 Metern Höhe (Gehzeit 2 Stunden) oder die Teplitzer Hütte (2586 m, Gehzeit 4 Stunden). Eine weitere Route führt in 4½ Stunden von der südlich gelegenen Schneeberghütte (2355 m) bei der ehemaligen Bergbausiedlung St. Martin am Schneeberg, über die Botzerscharte (in der Schwierigkeit UIAA I).

## Etymologie
Die Etymologie des Bergnamens ist unklar. Mundartlich wird er von älteren Passeirern Potzer bzw. Wotzer ausgesprochen. Der Name steht möglicherweise mit dem Wort Bock in Zusammenhang, wodurch der Botzer als Bockberg gedeutet werden könnte.